# Darren Johnston

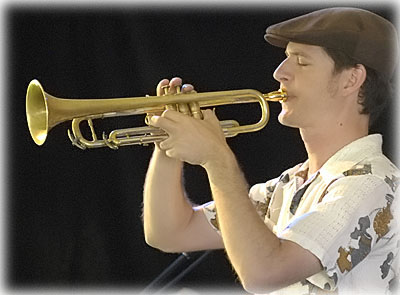
Darren Johnston (2008)

Darren Johnston (* in Ontario) ist ein kanadischer Jazztrompeter und Flügelhornist, der in der Musikszene der San Francisco Bay Area aktiv ist.

## Leben und Wirken
Johnston erwarb den Bachelor an der Cincinnati Conservatory of Music, anschließend den Master of Arts in Komposition am Mills College. Er unterrichtet an der Oakland School for the Arts und an der University of California, Berkeley. Er lebt seit 1997 in San Francisco und spielte ab Ende der 1990er-Jahre u. a. mit Adam Lane, Devin Hoff, Larry Ochs, Marcus Shelby, Steven Lugerner, Myra Melford und dem Rova Saxophone Quartet. 2008 legte er auf Clean Feed Records das Album The Edge of the Forest vor, an dem u. a. Ben Goldberg, Sheldon Brown, Devin Hoff und Smith Dobson mitwirkten. 2010 nahm er in Chicago mit Jeb Bishop, Jason Adasiewicz, Nate McBride und Frank Rosaly das Album The Big Lift auf. Im Bereich des Jazz war er zwischen 1999 und 2012 an 28 Aufnahmesessions beteiligt.

## Diskographische Hinweise
- Darren Johnston: In Between Stories – United Brassworkers Front (Evander, 2005)
- Darren Johnston, Fred Frith, Larry Ochs, Devin Hoff, Ches Smith: Reasons for Moving (Not Two Records, 2005)
- Darren Johnson: The Big Lift (2010)
- Steven Lugerner: These Are the Words/Narratives (2011), mit Myra Melford, Matt Wilson
- Cylinder: Cylinder (Clean Feed, 2011), mit Aram Shelton, Lisa Mezzacappa, Kjell Nordeson
- Steven Lugerner: For We Have Heard (NoBusiness Records, 2011), mit Myra Melford, Matt Wilson
- Dave Rempis, Darren Johnston, Larry Ochs: Spectral (2014)
- Darren Johnston & Tim Daisy: Crossing Belmont (Relay Digital, 2017)
- Dave Rempis / Darren Johnston / Larry Ochs: Empty Castles (2018)
- Darren Johnston: Wild Awake (Diskoknife, 2023)